# Liste der Nummer-eins-Hits in Portugal (2002)
Diese Liste enthält alle Nummer-eins-Hits in Portugal im Jahr 2002. Es gab in diesem Jahr 21 Nummer-eins-Singles.
| Singles |
| --- |
| - Kylie Minogue – Can’t Get You Out of My Head - 6 Wochen (28. November 2001 – 9. Januar 2002, insgesamt 9 Wochen; → 2001) - U2 – Walk On - 2 Wochen (10. Januar – 24. Januar) - Robbie Williams & Nicole Kidman – Somethin’ Stupid - 2 Wochen (23. Januar – 5. Februar, insgesamt 7 Wochen) - Kylie Minogue – Can’t Get You Out of My Head - 2 Wochen (6. Februar – 19. Februar, insgesamt 9 Wochen) - Robbie Williams & Nicole Kidman – Somethin’ Stupid - 5 Wochen (20. Februar – 26. März, insgesamt 7 Wochen) - George Michael – Freeek! - 5 Wochen (27. März – 30. April) - Marilyn Manson – Tainted Love - 1 Woche (1. Mai – 7. Mai) - Lamb – Gabriel - 1 Woche (8. Mai – 14. Mai, insgesamt 2 Wochen; → 2001) - Lenny Kravitz – Believe in Me - 1 Woche (15. Mai – 21. Mai) - Anastacia – Paid My Dues - 1 Woche (22. Mai – 28. Mai) - Shakira – Whenever, Wherever - 1 Woche (29. Mai – 4. Juni, insgesamt 2 Wochen) - Maria José Valirio – Marcha Do Sporting - 1 Woche (5. Juni – 11. Juni) - Sarah Connor – From Sarah with Love - 1 Woche (12. Juni – 18. Juni) - Paulo Gonzo – Mundial - 1 Woche (19. Juni – 25. Juni) - Entre Vozes – Marchas Populares - 1 Woche (26. Juni – 2. Juli) - Luís Represas – Quero Uma Casa Deste Tamanho - 2 Wochen (3. Juli – 16. Juli, insgesamt 3 Wochen) - Elvis vs. JXL – A Little Less Conversation - 3 Wochen (17. Juli – 6. August, insgesamt 9 Wochen) - Luís Represas – Quero Uma Casa Deste Tamanho - 1 Woche (7. August – 12. August, insgesamt 3 Wochen) - Elvis vs. JXL – A Little Less Conversation - 4 Wochen (13. August – 10. September, insgesamt 9 Wochen) - Bryan Adams – Here I Am - 1 Woche (11. September – 17. September, insgesamt 2 Wochen) - Las Ketchup – The Ketchup Song (Aserejé) - 1 Woche (18. September – 24. September, insgesamt 2 Wochen) - Shakira – Underneath Your Clothes - 1 Woche (25. September – 1. Oktober) - Elvis vs. JXL – A Little Less Conversation - 2 Wochen (2. Oktober – 15. Oktober, insgesamt 9 Wochen) - Shakira – Whenever, Wherever - 1 Woche (16. Oktober – 22. Oktober, insgesamt 2 Wochen) - U2 – Electrical Storm - 5 Wochen (23. Oktober – 26. November) - Las Ketchup – The Ketchup Song (Aserejé) - 1 Woche (27. November – 3. Dezember, insgesamt 2 Wochen) - Madonna – Die Another Day - 1 Woche (4. Dezember – 10. Dezember) - Bryan Adams – Here I Am - 1 Woche (11. Dezember – 18. Dezember, insgesamt 2 Wochen) - Robbie Williams – Feel - 7 Wochen (19. Dezember 2002 – 29. Januar 2003, insgesamt 9 Wochen; → 2003) |